# Mi sangre
Mi sangre es el título del tercer álbum de estudio en solitario grabado por el cantautor colombiano Juanes. Fue lanzado al mercado por la empresa discográfica Surco Records el 28 de septiembre de 2004. El álbum fue producido por el propio artista, junto con Gustavo Santaolalla y Aníbal Kerpel. 
Este álbum fue un éxito al igual que Un día normal (2002) ya que ha vendido más de 4 millones de copias en ventas alrededor del mundo, logrando que Juanes se consolidara como un artista latino con reconocimiento internacional. Hasta el momento ha puesto en el mercado musical 9 sencillos, (Nada valgo sin tu amor, Volverte a ver, Dámelo, La camisa negra, Ámame, Para tu amor, Rosario Tijeras y Lo que me gusta a mí), de los cuales La camisa negra ha sido el más exitoso. Otros sencillos importantes para la carrera de Juanes son: “Dámelo”, tema de la campaña de Pepsi titulada "Se habla en español", en donde el cantante colombiano es protagonista; otro sencillo destacable es Rosario Tijeras, canción que compuso Juanes para esta película colombo-mexicana que fue grabada en Medellín, su ciudad natal. Para tu amor es un sencillo que Juanes compuso para su esposa y el video musical fue grabado en Medellín ante 100.000 personas que asistieron a un concierto que el artista ofreció totalmente gratis como regalo a su ciudad natal en una de sus avenidas principales, la calle 44, más conocida como: "San Juan".

## Relanzamientos
El 15 de noviembre de 2005, un Mi Sangre Tour Edition del álbum fue puesto en libertad. Este paquete especial re-lanzamiento de Mi Sangre es un número individual, edición limitada de 150.000 ejemplares. Dentro de sus triples son dos folletos desplegables - libro del CD lírico, un folleto desplegable con créditos completos de la versión actual, y muchas citas de prensa. El CD contiene el álbum nuevo de estudio de 12 temas, versiones en vivo de A Dios le pido, La camisa negra, Fotografía y Nada valgo sin tu amor. pistas adicionales, se incluyen La paga, que cuenta con Taboo de Black Eyed Peas, una remezcla de La camisa negra, y el tema inédito "Lo que importa". "Lo que importa" fue hecho originalmente para el álbum Fíjate bien (2000). El segundo disco es un DVD con los cuatro videos grabados para el álbum.
El doble CD de México 2005 contiene el álbum nuevo de estudio de 12 temas también, pero diversas pistas y un DVD bonus que no. Al igual que la edición regular Tour, contiene pistas bono "Lo que importa" y "La paga", aunque las pistas bono son otras canciones de su álbum debut Fíjate bien, Nada, Fíjate bien y Podemos hacernos daño . Esta edición también contiene dos pistas bono otros; una versión acústica de su primer éxito en todo el mundo A Dios le pido y una remezcla diferente de La camisa negra.
Como resultado del gran éxito después de lanzar La camisa negra a finales de 2005 y principios de 2006, una edición especial del Europea Tour también fue lanzado. La única diferencia entre esta versión y la versión normal es que la versión europea no tiene el tema inédito "Lo Que Importa". El álbum también cuenta con una remezcla de "La camisa negra". En junio de 2006 una edición limitada del disco 2 fue lanzado en Alemania. El primer disco es la misma que la edición especial del European Tour. El segundo disco incluye 6 canciones interpretadas en vivo desde el Shepherds Bush Empire de Londres.
El álbum fue un gran éxito en los Estados Unidos. A partir del 23 de enero de 2006, el álbum ha sido certificado óctuple platino por la RIAA (para las clasificaciones latinas equivale a 200.000 Platino, mientras que un disco de platino estándar requiere ventas de 1.000.000).
En 2019 fue editada una edición especial en Disco de vinilo con la leyenda "Edición Especial 15 Aniversario", este se compone de dos discos con 3 canciones por cada cara e incluye las 12 canciones del lanzamiento original.

## Lista de canciones
Todas las canciones escritas y compuestas por Juanes. 
| Mi sangre |                          |                                     |          |  |
| N.º       | Título                   | Escritor(es)                        | Duración |  |
| 1.        | «Ámame»                  | Juanes                              | 4:20     |  |
| 2.        | «Para tu amor»           | Juanes                              | 4:09     |  |
| 3.        | «Sueños»                 | Juanes                              | 3:11     |  |
| 4.        | «La camisa negra»        | Juanes · inspirado por Octavio Meza | 3:36     |  |
| 5.        | «Nada valgo sin tu amor» | Juanes                              | 3:17     |  |
| 6.        | «No siento penas»        | Juanes                              | 3:53     |  |
| 7.        | «Dámelo»                 | Juanes                              | 4:08     |  |
| 8.        | «Lo que me gusta a mí»   | Juanes                              | 3:30     |  |
| 9.        | «Rosario Tijeras»        | Juanes · inspirado por Jorge Franco | 3:27     |  |
| 10.       | «¿Qué pasa?»             | Juanes                              | 3:47     |  |
| 11.       | «Volverte a ver»         | Juanes                              | 3:38     |  |
| 12.       | «Tu guardián»            | Juanes                              | 4:25     |  |

Todas las canciones escritas y compuestas por Juanes. 
| Mi sangre (Edición Europea) (Bonus Tracks) |                                                    |                                     |          |  |
| N.º                                        | Título                                             | Escritor(es)                        | Duración |  |
| 13.                                        | «A Dios le pido»                                   | Juanes                              | 3:25     |  |
| 14.                                        | «La paga (Remix)» (Feat. Taboo by Black Eyed Peas) | Juanes                              | 3:25     |  |
| 15.                                        | «Es por ti»                                        | Juanes                              | 4:11     |  |
| 16.                                        | «La Camisa Negra» (Full Phatt Remix)               | Juanes · inspirado por Octavio Meza | 3:53     |  |
| 17.                                        | «Lo que importa»                                   | Juanes                              | 3:37     |  |

Todas las canciones escritas y compuestas por Juanes. 
| Mi sangre (Edición Japón / Indonesia / Armenia) (Bonus Tracks) |                                      |                                     |          |  |
| N.º                                                            | Título                               | Escritor(es)                        | Duración |  |
| 13.                                                            | «A Dios le pido»                     | Juanes                              | 3:25     |  |
| 14.                                                            | «La Camisa Negra» (Full Phatt Remix) | Juanes · inspirado por Octavio Meza | 3:53     |  |

Todas las canciones escritas y compuestas por Juanes. 
| Mi sangre (Edición Especial México) (CD Extra) |                                                    |                                     |          |  |
| N.º                                            | Título                                             | Escritor(es)                        | Duración |  |
| 1.                                             | «La paga (Remix)» (Feat. Taboo by Black Eyed Peas) | Juanes                              | 3:25     |  |
| 2.                                             | «Nada»                                             | Juanes                              | 3:52     |  |
| 3.                                             | «Lo que importa»                                   | Juanes                              | 3:37     |  |
| 4.                                             | «Fijate bien»                                      | Juanes                              | 4:54     |  |
| 5.                                             | «A Dios le pido» (Versión Acústica)                | Juanes                              | 3:28     |  |
| 6.                                             | «La camisa negra» (Full Phatt Remix)               | Juanes · inspirado por Octavio Meza | 3:16     |  |
| 7.                                             | «Podemos hacernos daño»                            | Juanes                              | 3:45     |  |

Todas las canciones escritas y compuestas por Juanes. 
| Mi sangre (Tour Edition) (CD Extra) |                                            |              |          |  |
| N.º                                 | Título                                     | Escritor(es) | Duración |  |
| 1.                                  | «A Dios le pido» (Versión en vivo)         | Juanes       | 3:52     |  |
| 2.                                  | «Nada valgo sin tu amor» (Versión en vivo) | Juanes       | 3:24     |  |
| 3.                                  | «Fotografía» (Versión en vivo)             | Juanes       | 4:42     |  |
| 4.                                  | «La camisa negra» (Versión en vivo)        | Juanes       | 4:41     |  |

## Sencillos
1. Nada valgo sin tu amor
2. Volverte a ver
3. Dámelo
4. La camisa negra
5. Ámame
6. Para tu amor
7. Lo que me gusta a mí
8. Rosario tijeras
9. A Dios le pido (Europa sencillo relanzado)
10. Es por ti (Europa sencillo relanzado)
11. A Dios le pido/La Camisa Negra Remix (a Dúo con Camilo Sesto)

## Certificaciones, posiciones y ventas

### Charts
| Chart (2004)                                            | Máxima posición |
| ------------------------------------------------------- | --------------- |
| Argentina (CAPIF)                                       | 5               |
| Chile (FeriaDelDisco)                                   | 4               |
| Colombia (Prodiscos)                                    | 1               |
| Suiza (IFPI)                                            | 3               |
| Estados Unidos Billboard 200                            | 33              |
| Estados Unidos U.S. Billboard Top Latin Albums          | 1               |
| Chart (2005)                                            | Máxima posición |
| Australia (ARIA)                                        | 2               |
| Bélgica Ultratop                                        | 10              |
| República Dominicana Dominican Republic Albums Chart    | 2               |
| Francia (SNEP)                                          | 8               |
| Italia (FIMI)                                           | 11              |
| España (PROMUSICAE)                                     | 2               |
| Estados Unidos Billboard Latin Pop Albums               | 1               |
| Venezuela (Recordland)                                  | 1               |
| Chart (2006)                                            | Máxima posición |
| Bélgica Ultratop (Vl)                                   | 2               |
| Finlandia (IFPI)                                        | 1               |
| Alemania German Albums Chart                            | 1               |
| Grecia Greek International Albums Chart[cita requerida] | 1               |
| Dinamarca Denmark Albums Chart                          | 3               |
| Países Bajos Dutch Albums Chart                         | 4               |
| Noruega Norway Albums Chart                             | 7               |
| Portugal Portugal Albums Chart                          | 2               |
| Suecia Swedish Albums Chart                             | 13              |
| Taiwán (Five Music)                                     | 2               |
| Uruguay (CUD)                                           | 5               |

### Certificationes
| País                          | Certificación       | Ventas    |
| ----------------------------- | ------------------- | --------- |
| Argentina (CAPIF)             | 2× Platino          | 80 000    |
| Austria (IFPI Austria)        | Oro                 | 15 000    |
| Bélgica (BEA)                 | Oro                 | 25 000    |
| Finlandia (Musiikkituottajat) | Platino             | 51 811    |
| Alemania (BVMI)               | 3× Oro              | 300 000   |
| Grecia (IFPI Greece)          | Oro                 | 10 000    |
| Hungaria (Mahasz)             | Oro                 | 10 000    |
| México (AMPROFON)             | 2× Platino          | 200 000   |
| Países Bajos (NVPI)           | Oro                 | 40 000    |
| Portugal (AFP)                | Platino             | 40 000    |
| Romania (UFPR)                | Platinum            |           |
| España (PROMUSICAE)           | 3× Platino          | 300 000   |
| Suecia (GLF)                  | Oro                 | 30 000    |
| Suiza (IFPI Switzerland)      | Platino             | 40 000    |
| Estados Unidos (RIAA)         | 18× Platino (Latin) | 739 000   |
| Resumen                       |                     |           |
| Europa (IFPI)                 | Platino             | 1 000 000 |

### Sucesión y posicionamiento
| Predecesor: Para que no se duerman mis sentidos de Manolo García | PROMUSICAE Spanish Album Chart — Álbum N°. 1 4 de octubre de 2004 - 24 de octubre de 2004 | Sucesor: Greatest Hits de Robbie Williams |

| Predecesor: Za za za de Grupo Climax | U.S. Billboard Top Latin Albums — Álbum N°. 1 16 de octubre de 2004 - 19 de noviembre de 2004 | Sucesor: Razón de sobra de Marco Antonio Solís |

| Predecesor: A corazón abierto de Alejandro Fernández | U.S. Billboard Latin Pop Albums — Álbum N°. 1 (Primera vuelta) 16 de octubre de 2004 - 19 de noviembre de 2004 | Sucesor: Razón de sobra de Marco Antonio Solís                   |
| Predecesor: Razón de sobra de Marco Antonio Solís    | U.S. Billboard Latin Pop Albums — Álbum N°. 1 (Segunda vuelta) 18 de diciembre de 2004 - 10 de junio de 2005   | Sucesor: La historia continúa... parte II de Marco Antonio Solís |